# Iljušin Il-2
Iljušin Il-2 „Šturmovik“  (rusky Ил-2 „Штурмовик“) byl bitevní letoun, který během druhé světové války ve velkém vyráběl Sovětský svaz. Slovo šturmovik (штурмовик), ruský termín pro letadlo k pozemním útoků, se nejen v anglických zdrojích stalo synekdochou pro Il-2.
Pilotům Il-2 byl letoun znám pod zdrobnělinou „Iljuša“. Vojákům na zemi byl znám jako „hrbáč“, „létající tank“ nebo „létající pěšák“. Jeho poválečný kódový název NATO byl Bark.
Během války bylo vyrobeno 36 183 kusů Il-2 a v kombinaci s jeho nástupcem Iljušinem Il-10 je celkový počet letounů 42 330 ks, což z něj činí nejmasověji vyráběné vojenské letadlo spolu s americkou poválečnou civilní Cessnou 172 a německým současníkem Messerschmittem Bf 109.
Na východní frontě hrál Il-2 zásadní roli. Když továrny v dodávkách zaostávaly, řekl Stalin vedoucím továren, že Il-2 jsou pro Rudou armádu „stejně důležité jako vzduch a chléb.“

## Vývoj

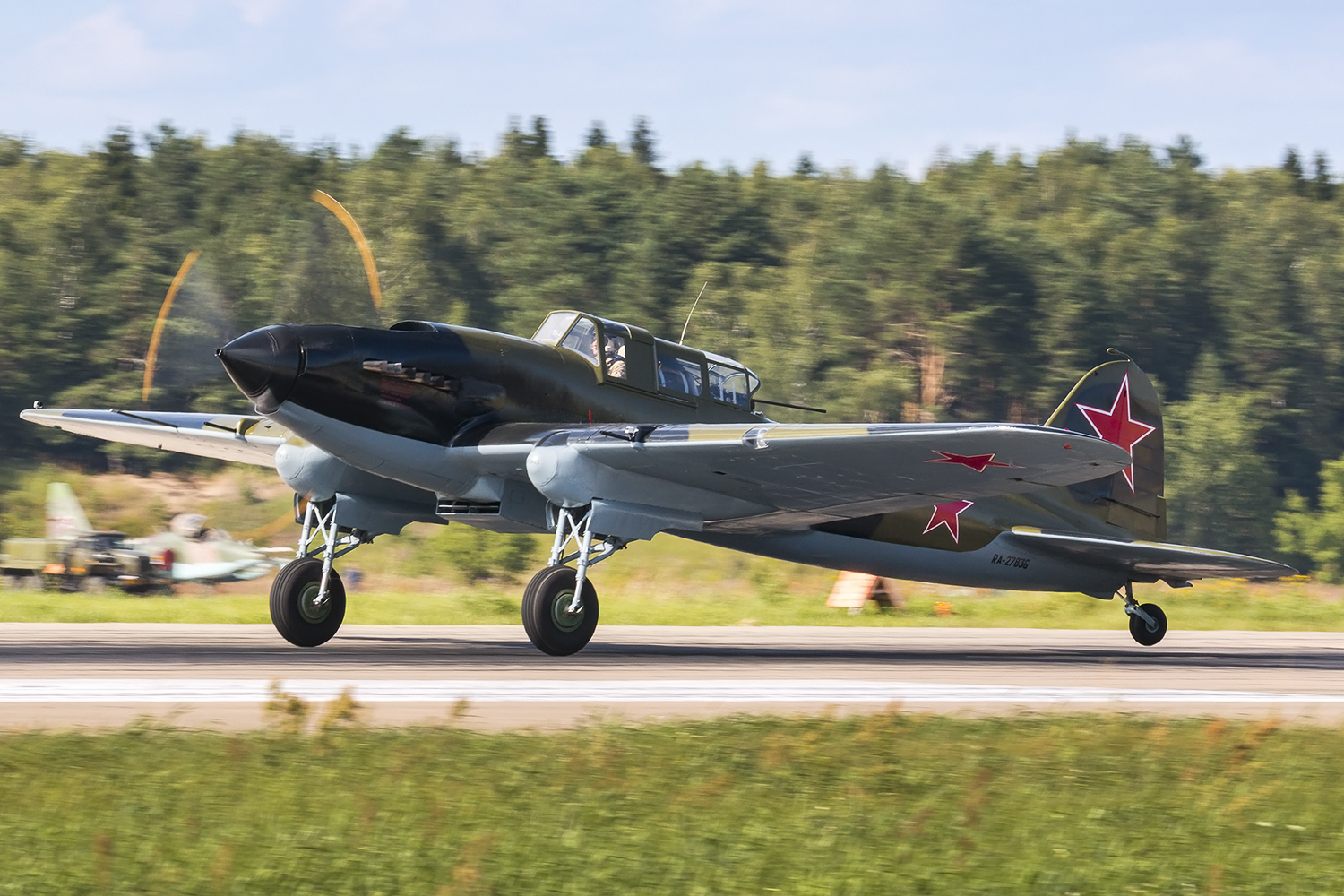
Il-2 na přehlídce MAKS

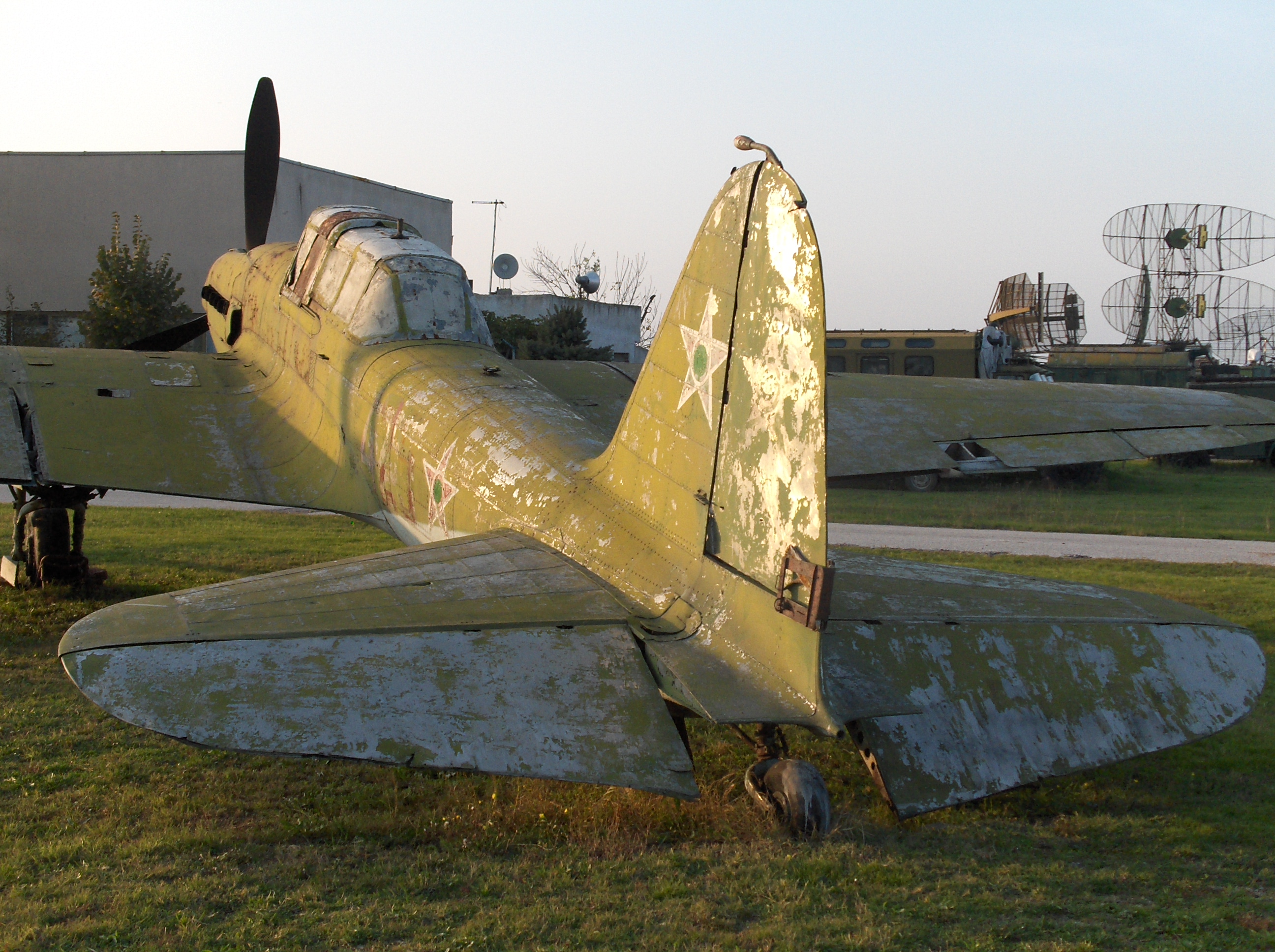
Il-2M v muzeu ve městě Krumovo, Bulharsko

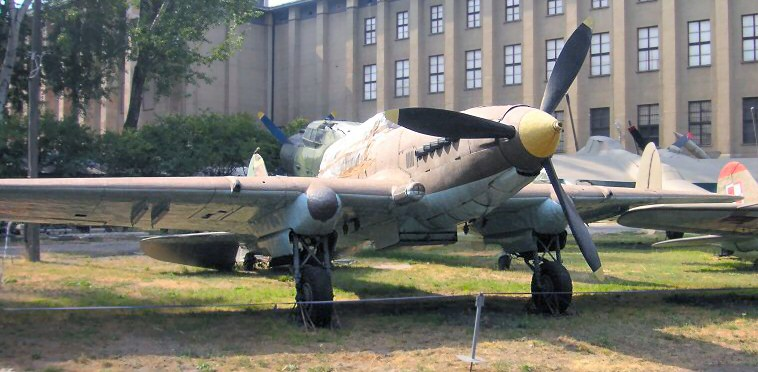
Il-2 v muzeu ve Varšavě

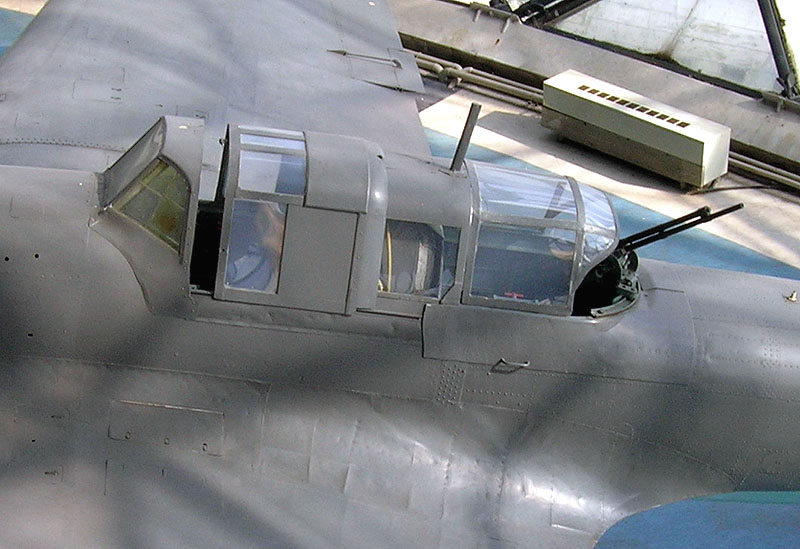
Kokpit Il-2M v muzeu v Bělehradě

Letadlo Il-2 vzniklo na základě požadavků sovětských vzdušných sil na letadlo pro spolupráci s pozemními silami. Vývoj tohoto typu začal v druhé polovině 30. let 20. století z iniciativy konstruktéra Sergeje V. Iljušina.
První prototyp, interně označený CKB-55 (armádní označení BŠ-2), vzlétl 2. října 1939. Unikátní na tuto dobu bylo pancéřování, které začínalo pancéřovým kuželem vrtule a končilo až za sedadlem pilota, kde se nacházel střelec kulometu ŠKAS ráže 7,62 mm. Křídla byla celokovová a jen zadní část trupu tvořilo dřevo. Stroj poháněl motor Mikulin AM-35 o výkonu 993 kW. Přestože měl solidní letové vlastnosti, byl stroj armádou kritizován pro malou rychlost a slabou ofenzívní výzbroj, kterou tvořily čtyři kulomety ŠKAS ráže 7,62 mm v křídle. Státní komisi, která letoun v létě 1940 přejímala, vadila poměrně nízká výkonnost motoru, nízký dolet a slabá výzbroj. Iljušin urychleně zpracoval všechny požadavky komise a 12. října 1940 vlétl nový prototyp CKB-57, který odpovídal všem novým požadavkům. V přídi byl nový dvanáctiválec AM-38 o výkonu 1600 k, výzbroj se změnila na dva pevné kanóny ŠVAK ráže 20 mm a dva pevné kulomety ŠKAS ráže 7,62 mm. Horší záležitostí byla otázka doletu. Nakonec došlo ke kompromisu: vojenské letectvo se zřeklo možnosti aktivní obrany dozadu, a tak se letoun stal jednomístným, přičemž došlo ke zvětšení zásoby paliva z původních 315 na 470 kg.
První stroje se dostaly k jednotkám už před napadením SSSR, v květnu 1941. Za jediný měsíc, který zbýval Sovětskému svazu do začátku války, nemohlo proběhnout řádné přeškolení pilotů, což mělo zpočátku, společně s absencí stíhací ochrany v první fázi bojů za následek katastrofální ztráty v soubojích se stíhači Luftwaffe. Nevelká bojová skupina, která létala na šturmovicích ve středním úseku fronty, však získala první bojové úspěchy. Il-2 snesly prudkou palbu zbraní menších ráží, spolehlivě dolétly na mateřské základny i se značným poškozením a nevyžadovaly ani náročnou údržbu, ani upravené rozjezdové plochy. Na přelomu let 1941–1942 byly letecké továrny evakuovány na východ, přičemž v nových podmínkách docházelo k zjednodušení technologické náročnosti letounů Il-2. Z bojových zkušeností však bylo zřejmé, že bude znovu nutné zasáhnout do konstrukce a vytvořit místo pro zadního střelce. Navíc kvůli narůstajícímu nedostatku hliníku se začal trup a později i křídla vyrábět ze dřeva. To však mělo za následek zvýšení hmotnosti a z toho pramenící pokles výkonů. Potřeba aktivní obrany však byla natolik naléhavá, že ještě před zavedením modernizovaného Il-2m2 do výroby bylo velké množství jednomístných Il-2 v polních podmínkách upraveno tak, aby mohly nést i střelce z velkorážního kulometu. Prototyp verze Il-2m2 prošel státními zkouškami v červenci 1942, ve třetím čtvrtletí téhož roku již byly tyto stroje dodávány k bojovým jednotkám.
Obranu zadní polosféry zajišťoval střelec-radista-pozorovatel, který ovládal pohyblivý kulomet UBT ráže 12,7 mm. Jeho postavení nebylo v prvním období zavedení dvoumístných Il-2 typ 3 záviděníhodné, jeho kabina nebyla pancéřována, tudíž střelci měli 7× vyšší ztráty než piloti a teprve v průběhu dalšího vývoje se střelcům dostalo improvizované ochrany. Protože tím vzrostla hmotnost letounu, muselo dojít k experimentům ve výzbroji, která byla modernizována na lehčí modernější modely. Bitevníky Il-2 byly od počátku roku 1943 vybaveny motory AM-38F s výkonem 1750 k. Jejich standardní výzbrojí byly 2 kanóny ráže 20 nebo 23 mm, 2 kulomety ráže 7,62 mm, 8 neřízených reaktivních střel ráže 82 mm nebo až 600 kg bomb; jako ochrana před stíhači nepřítele jeden kulomet Berezin UBK ráže 12,7 mm. Od května roku 1943 byly některé šturmoviky vyzbrojeny dvěma protitankovými automatickými kanóny 11-P-37 ráže 37 mm, což v bitvě u Kurska znamenalo pro Němce nepříjemné překvapení. Další novou výzbrojí byly tzv. PTABy, což byly kumulativní bomby o hmotnosti 1,5 kg (dle jiných zdrojů 2,5 kg), které propalovaly pancíře tanků až do tloušťky 70 mm. Ty při svržení z výšky 75–100 metrů pokryly na zemi pás široký 15 m a dlouhý asi 70 m, na němž vykonaly zkázu. Tyto bombičky byly rozsévány ze zásobníků DAG-10, kde jich bylo 192 kusů, přičemž zásobníky zavěšené pod křídly se daly v případě nebezpečí jako celek odhodit. Šturmoviky se osvědčily také u pobřežních jednotek sovětského námořního letectva, kde útočily na plavidla nepřítele nejen svými běžnými zbraněmi, ale i torpédy.[zdroj⁠?!] Výroba šturmoviků se neustále stupňovala, roku 1943 byl téměř každý třetí letoun vyrobený v SSSR právě Šturmovik. Během druhé světové války se paleta typů dále rozšiřovala. Experimentovalo se zejména s výzbrojí. Na konci války byla zavedena modernizovaná verze Il-10.
Během svého nasazení na frontách Velké vlastenecké války si brzy získal dobrou reputaci. Jeho objevení se bylo pro Němce nemilým překvapením. Nehledě na to, že taktika nasazení bitevních letadel k přímé podpoře pozemních vojsk byla v začátcích, začaly sovětské stroje způsobovat nepříteli silné ztráty a vyvolávat paniku v jeho řadách. Německými vojáky byly stroje Il-2 brzy přezdívány černá smrt (německy Schwarzer Tod). V sovětské armádě byly nazývány „létající tank“, „létající pěšák“, „iljuša“ nebo „hrbatý“. Asi nejznámější přezdívkou byl název šturmovik („bitevník“ – od slova штурм, „útok“), který se stal v ruštině i oficiálním názvem kategorie bitevních letadel.

## Služba

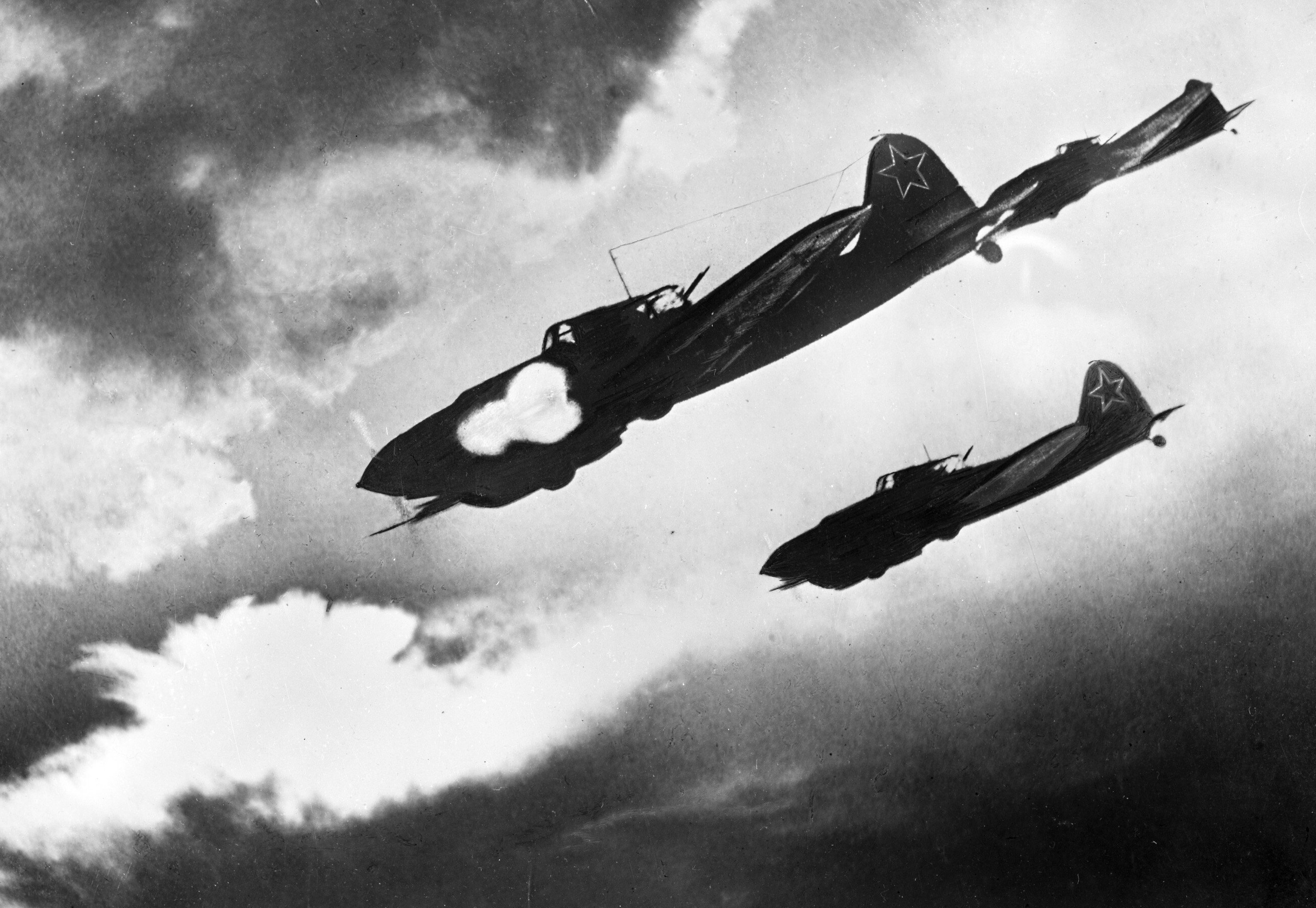
Il-2 útočící na kolonu během bitvy u Kurska

Il-2 v prvních letech války nebyl úspěšný, což se dalo zdůvodnit nejen absencí aktivní obrany chránící letoun při napadení zezadu, ale zejména nevalnou vycvičeností posádek a špatnou bojovou taktikou. I přes poměrně velké ztráty byla jeho výzbroj impozantní a Němci i jejich spojenci měli z tohoto letounu obavy. Od počátku roku 1943 se situace začala výrazně měnit ve prospěch Sovětů. Na frontu proudily Šturmoviky, které měly již zadního střelce, formace těchto bitevníků začaly chránit v daleko větší míře stíhací letouny (ať sovětské či zahraniční výroby), jejichž počet rychle narůstal. 
Iljušiny Il-2 používaly taktiku „vytvoření kruhu,“ při které zpravidla útočilo i navzájem se krylo osm těchto letounů v bojové sestavě. Díky protitankovým kanónům, bombám, raketám i kumulativním PTABům, jimiž byly Il-2 vyzbrojeny, dosahovala Rudá armáda výrazných úspěchů při ničení techniky, komunikací, opevnění i živé síly nepřítele. Letouny Il-2 byla vyzbrojena i 1. československá smíšená letecká divize v SSSR, po ukončení 2. světové války sloužily letouny i v Československé armádě (známé též pod přezdívkou „kombajn“, kvůli charakteristickému zvuku motoru).

## Československo

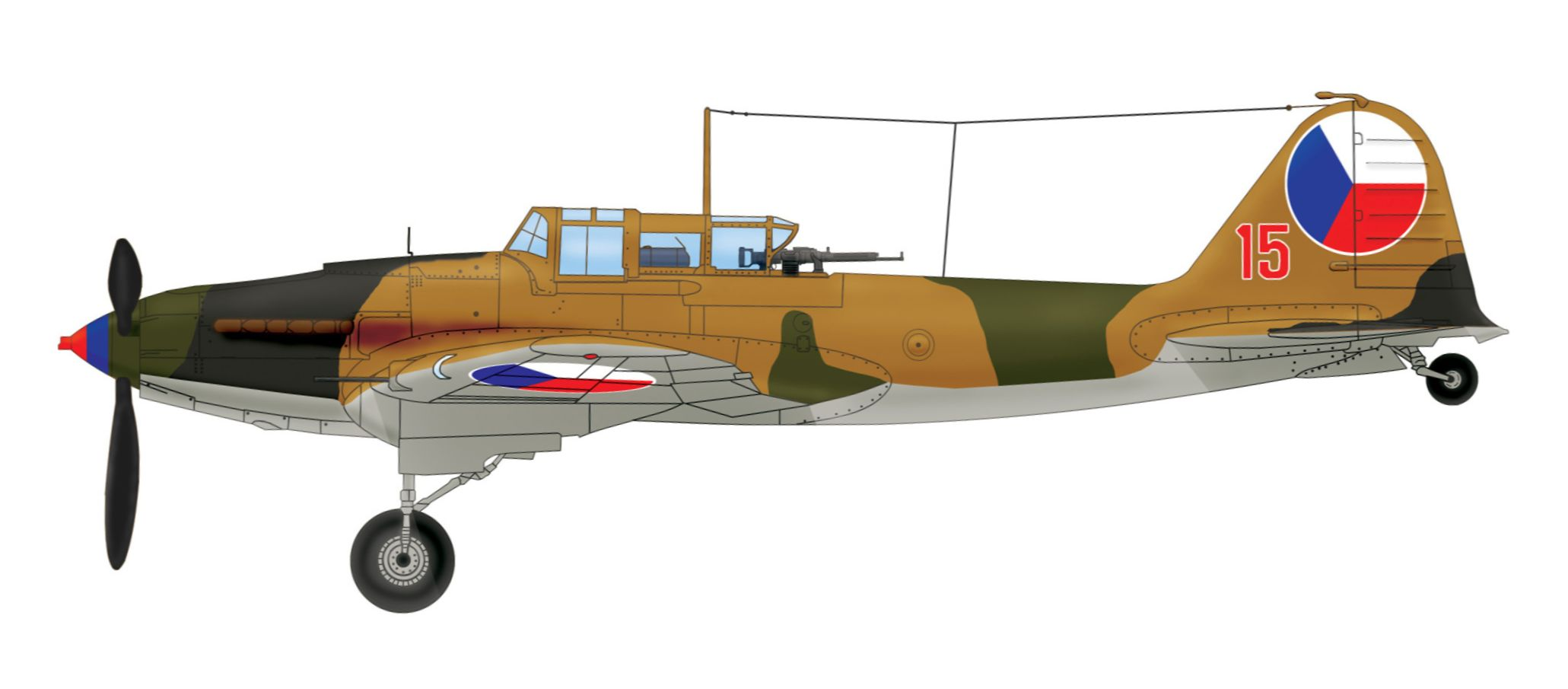
Iljušin Il-2m3 od 30. leteckého pluku 4. letecké divize, začátek roku 1946

Il-2m3 ve zbarvení 3. čs. bitevního pluku je vystaven v Leteckém muzeu Kbely. Tento letoun během Ostravské operace musel nouzově přistát mezi liniemi a po posunutí fronty byl odvezen, opraven, aby byl až do roku 1948 používán u čs. letectva. Po opravách a rekonstrukcích nakonec skončil neletuschopný šturmovik v muzeu.

## Varianty
Letoun měl mnoho variant, ale pro mnohé je známo dělení jen na jednomístné a dvoumístné verze, kdy jednomístná je většinou značena jako Il-2 a dvoumístná jako Il-2m3 či Il-2 typ 3. Chaos ve značení vzniknul již za války, kdy některé upravené verze dostávaly značení až po několika měsících od jejich vzniku a mnohdy byly na frontě vedeny pod jiným značením, či „zastaralým“ značením.
Do konce války vznikly tři základní typy šturmoviků.
- Il-2 typ 1 (Jednomístné verze a frontově upravené dvoumístné verze.)
  - Il-2 1. série (Vybavena dvěma 23mm kanóny MP-6, jedna z možných původních variant vyřazená na úkor méně problémové série s kanóny VYa.)
  - Il-2 2. série (Vybavena dvěma 23mm kanóny VJa-23, jedna z možných původních variant, která pro problémy s dodávkou kanónů VJa, byla sériově vyráběna až od srpna 1941 a od konce roku 41 plně nahradila ostatní čtyři série. I ostatní dvojmístné šturmoviky byly převážně vybaveny kanóny VJa-23.)
  - Il-2 3. série (Vybavena dvěma 20mm kanóny ŠVAK, nejčastější verze v prvních měsících války.)
  - Il-2 4. série (Vybavena dvěma 23mm kanóny SG-23, pokusná verze.)
  - Il-2 5. série (Vybavena jedním 20mm kanónem ŠVAK, pokusná verze.)
  - Il-2 I (Istrebitěl-stíhač. Jednalo se o odlehčenou variantu jedné z pěti sérií, která byla určena-pro nedostatek jiných stíhačů-na ochranu ostatních šturmoviku, nebo na napadání německých bombardérů. Sloužila například i v Moskevské protivzdušné obraně.)
  - Il-2 (Frontově upravené dvoumístné verze. Byly zpravidla nadále značeny původním sériovým číslem, pod kterým přišly k jednotkám z továrny.)
- Il-2 typ 2 (První dvoumístné verze s původním tvarem křídla většinou vedené pod názvem Il-2m2. Přidáním zadního střeliště, bylo změněno i těžiště letounu, které se posunulo dozadu, proto tyto šturmoviky měly velmi špatné letové vlastnosti a v ostrých manévrech byly i nebezpečné. Tuto chybu napravil až nový „zahnutý“ tvar křídla, který opět vrátil část vlastností ztracených po přidání zadního střeliště.)
- Il-2 typ 3 (Dvoumístné verze s novým tvarem křídla většinou vedené pod názvem Il-2m3. Tento typ byl nejpočetnější sériově vyráběný šturmovik.)
  - Il-2 T (Torpédový šturmovik, nasazován u námořního letectva.)
  - Il-2 NS-37 nebo Il-2 typ 3M (Tento šturmovik byl vybaven dvěma protitankovými kanóny NS-37 a byl určen pro boj s tanky.)

## Galerie

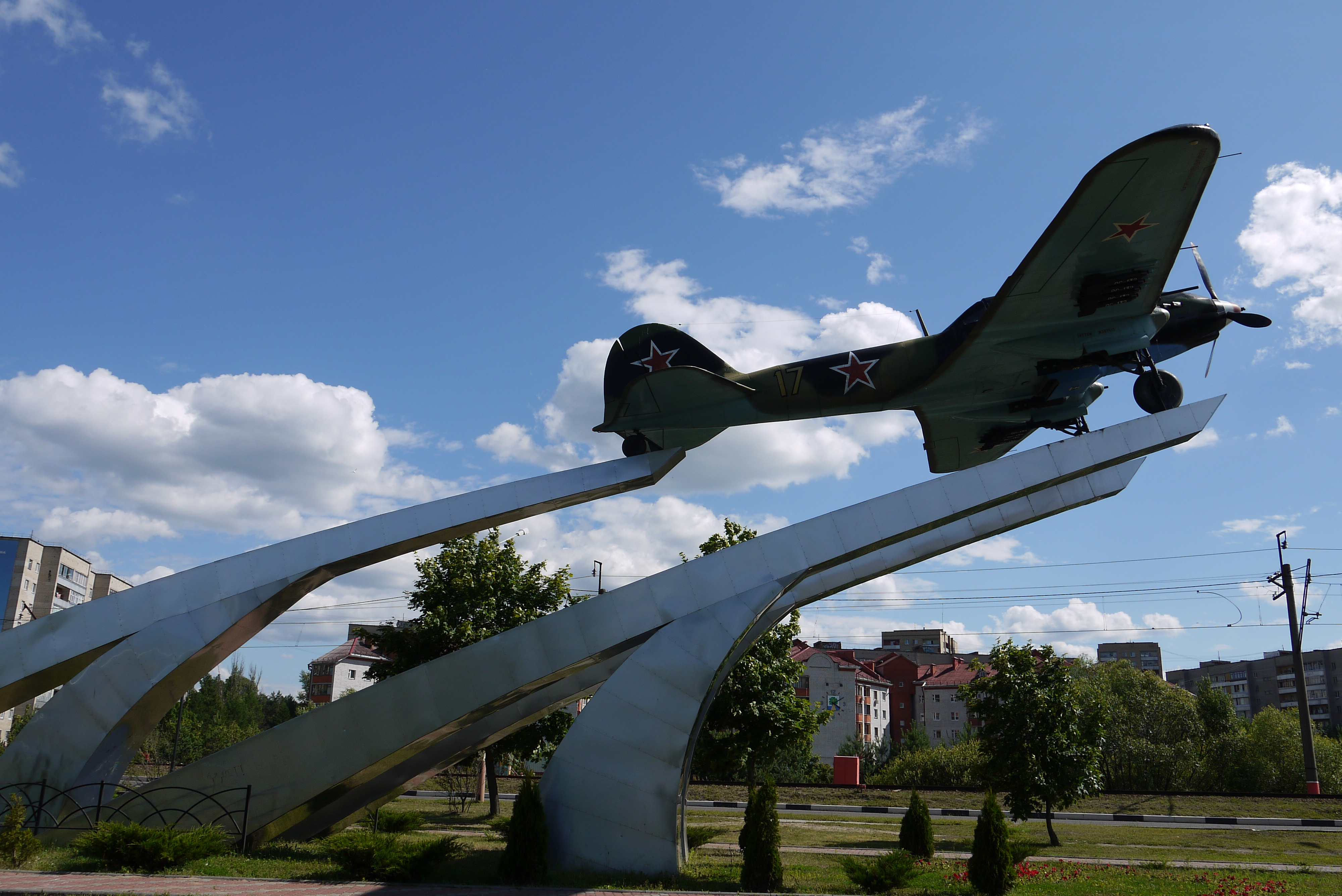
Il-2 jako památník v ruském městě Dubna
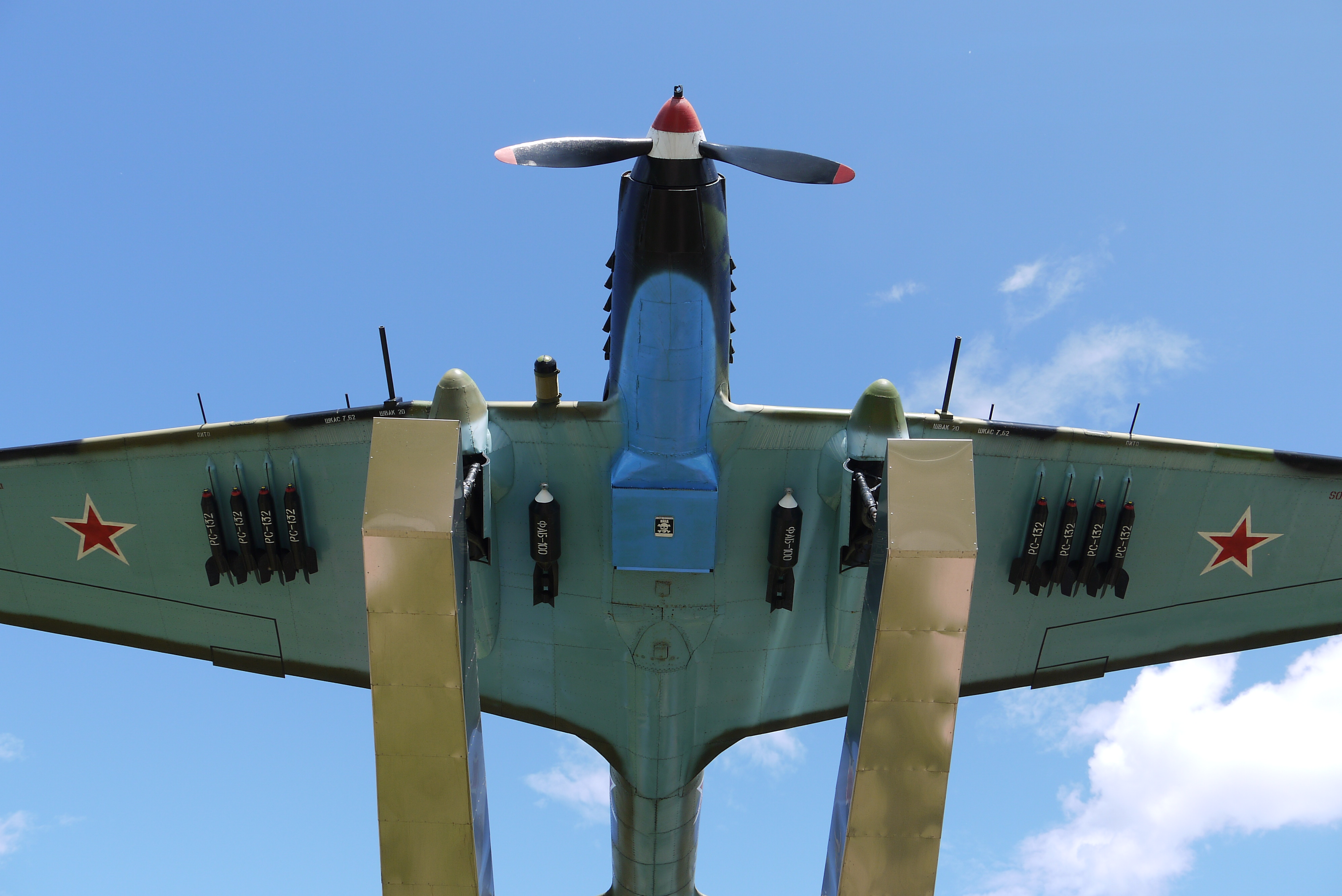
Stejný Iljušin v Dubně
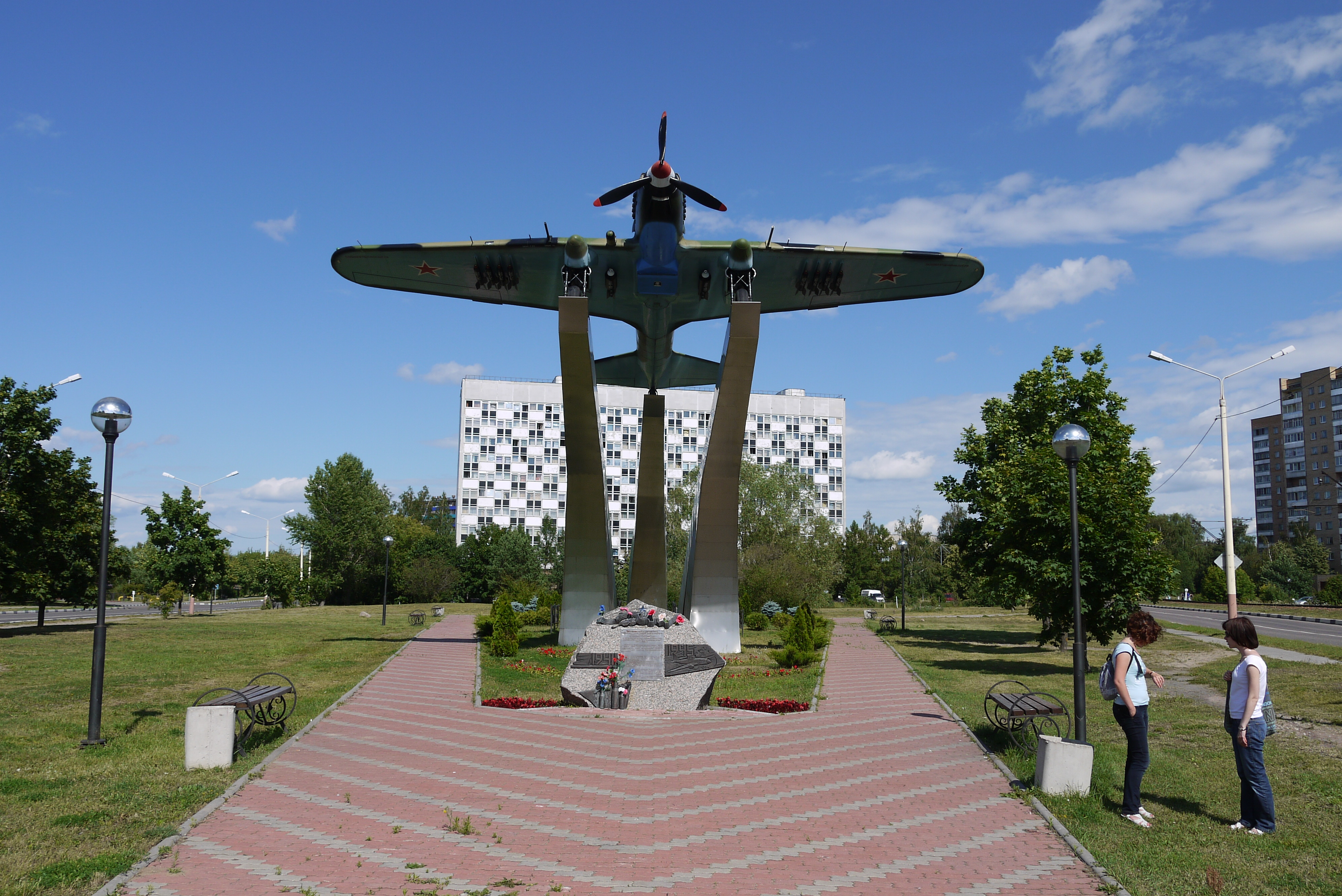
Opět památník v Dubně
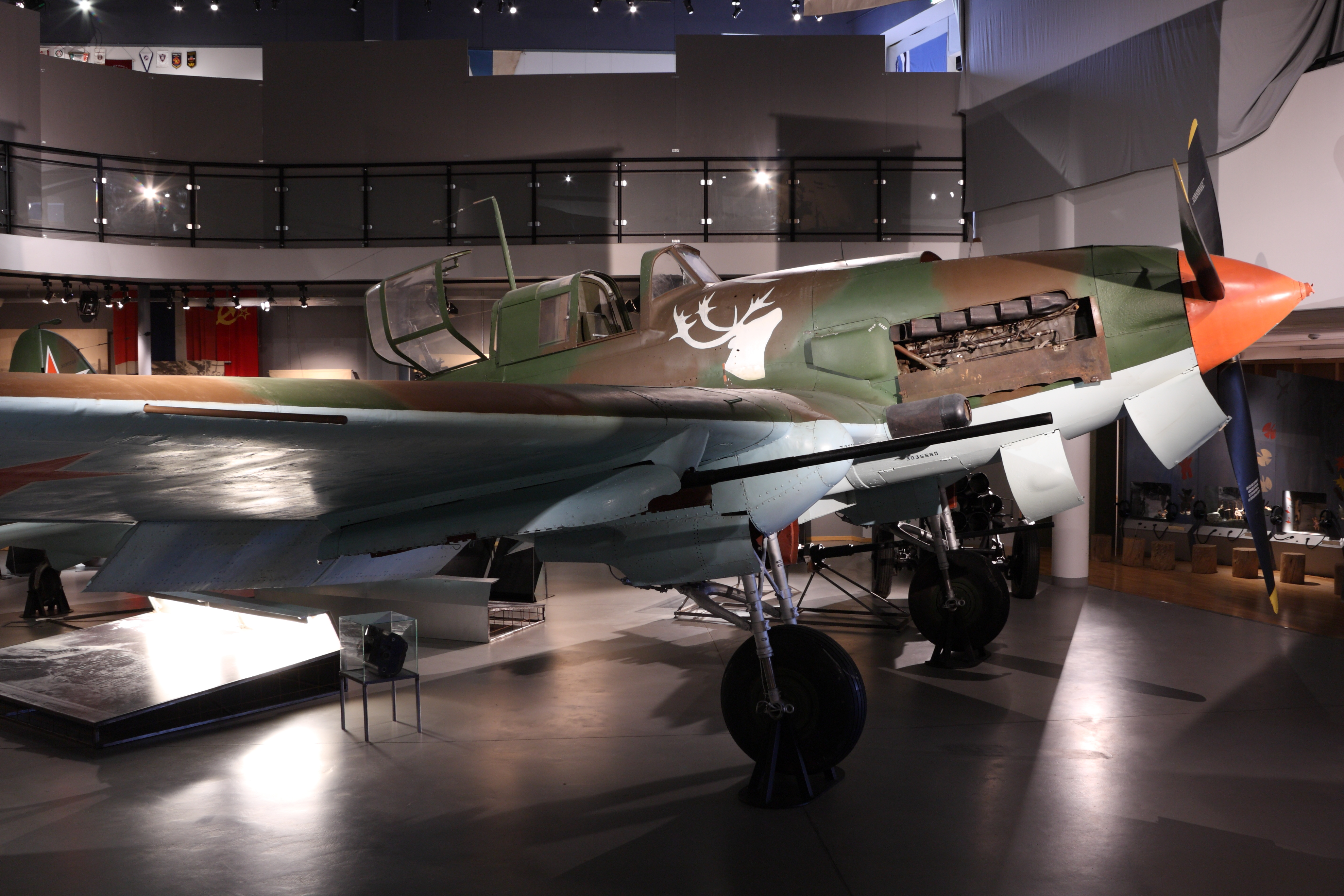
Zrestaurovaný Il-2 v Norsku
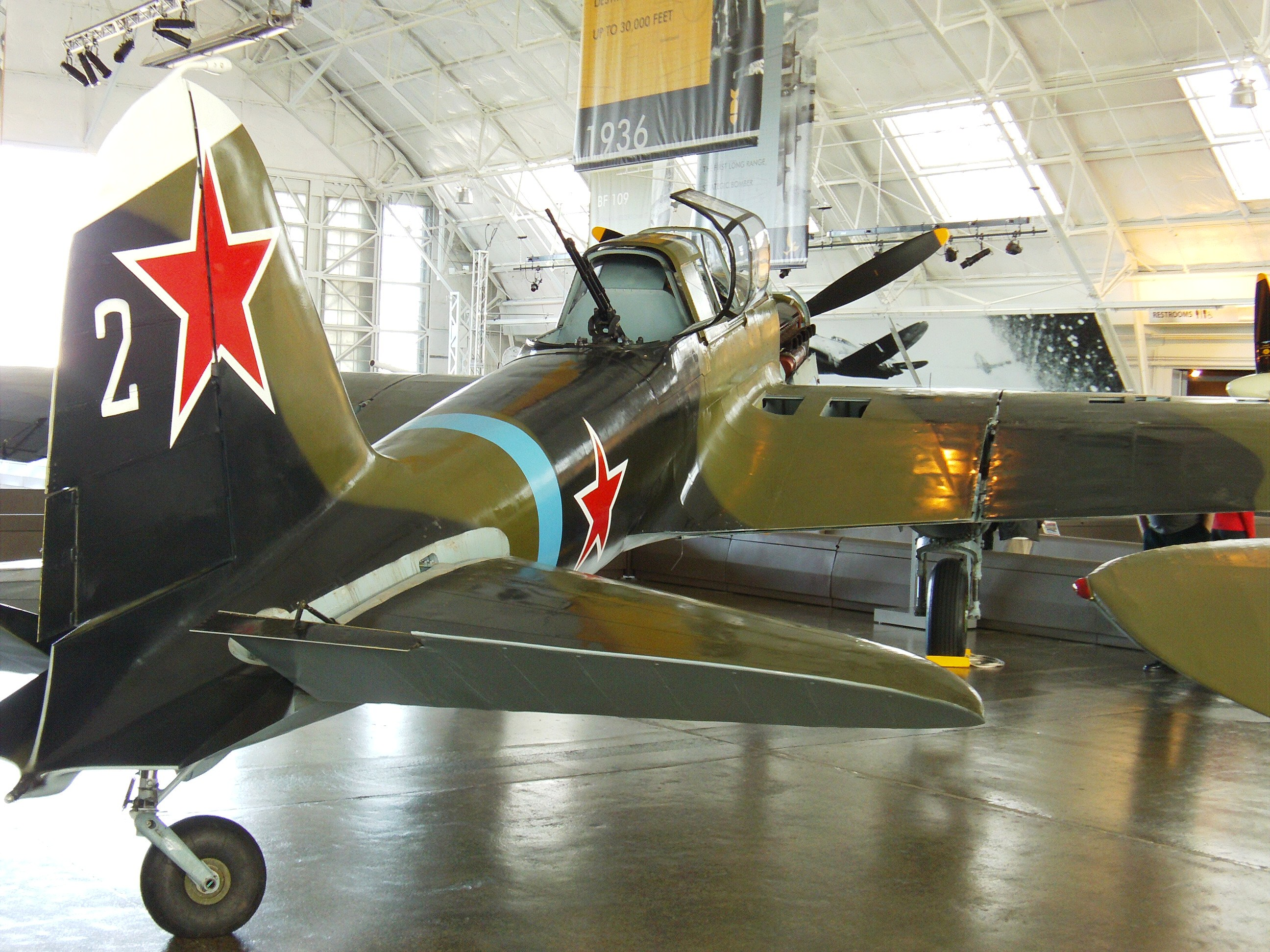
Il-2m3 v USA 2012
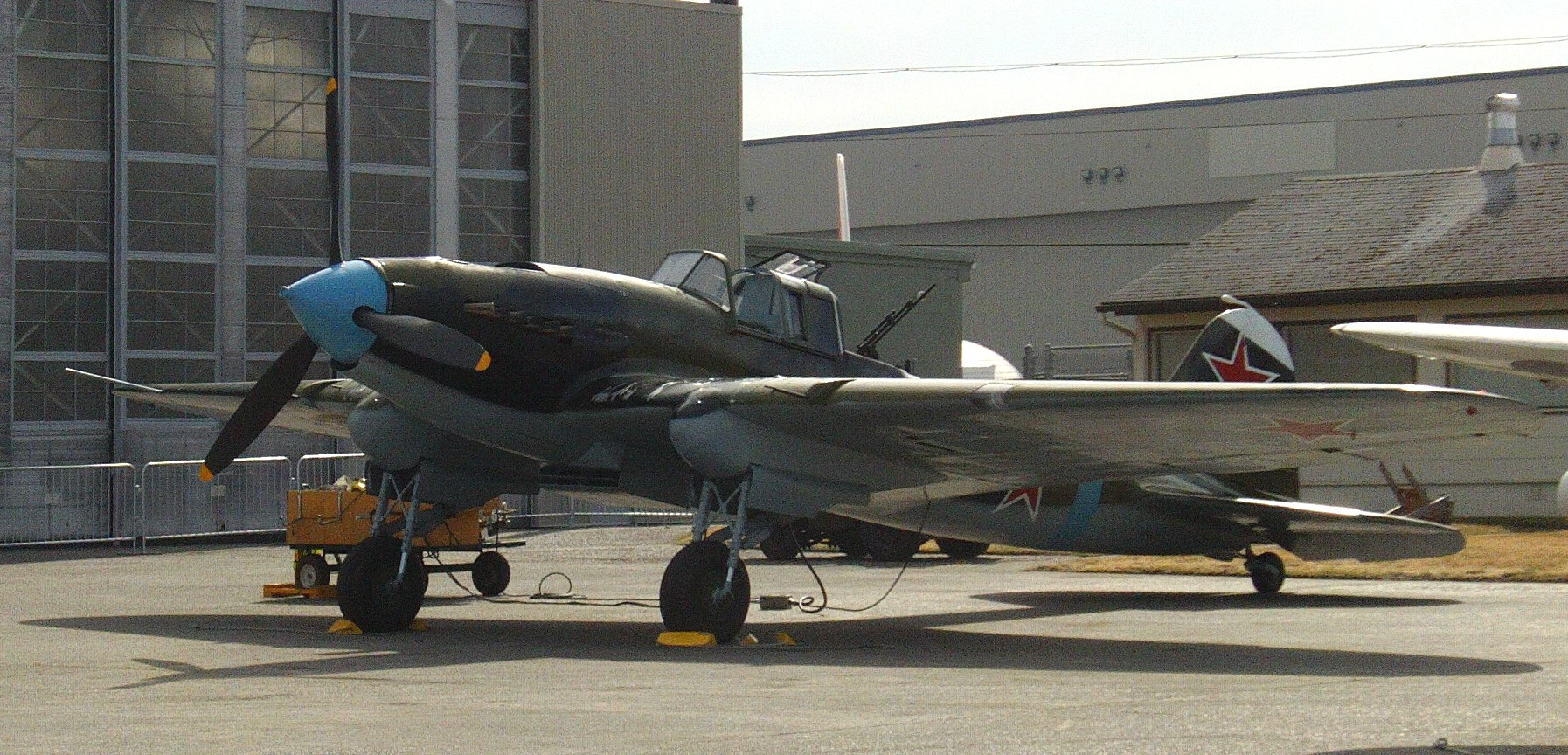
Il-2m3 – Paine Field – USA (15. září 2012) – připraven k letu.

## Uživatelé
- Bulharsko
  - Bulharské letectvo
- Československo
  - Československé letectvo
- Čína

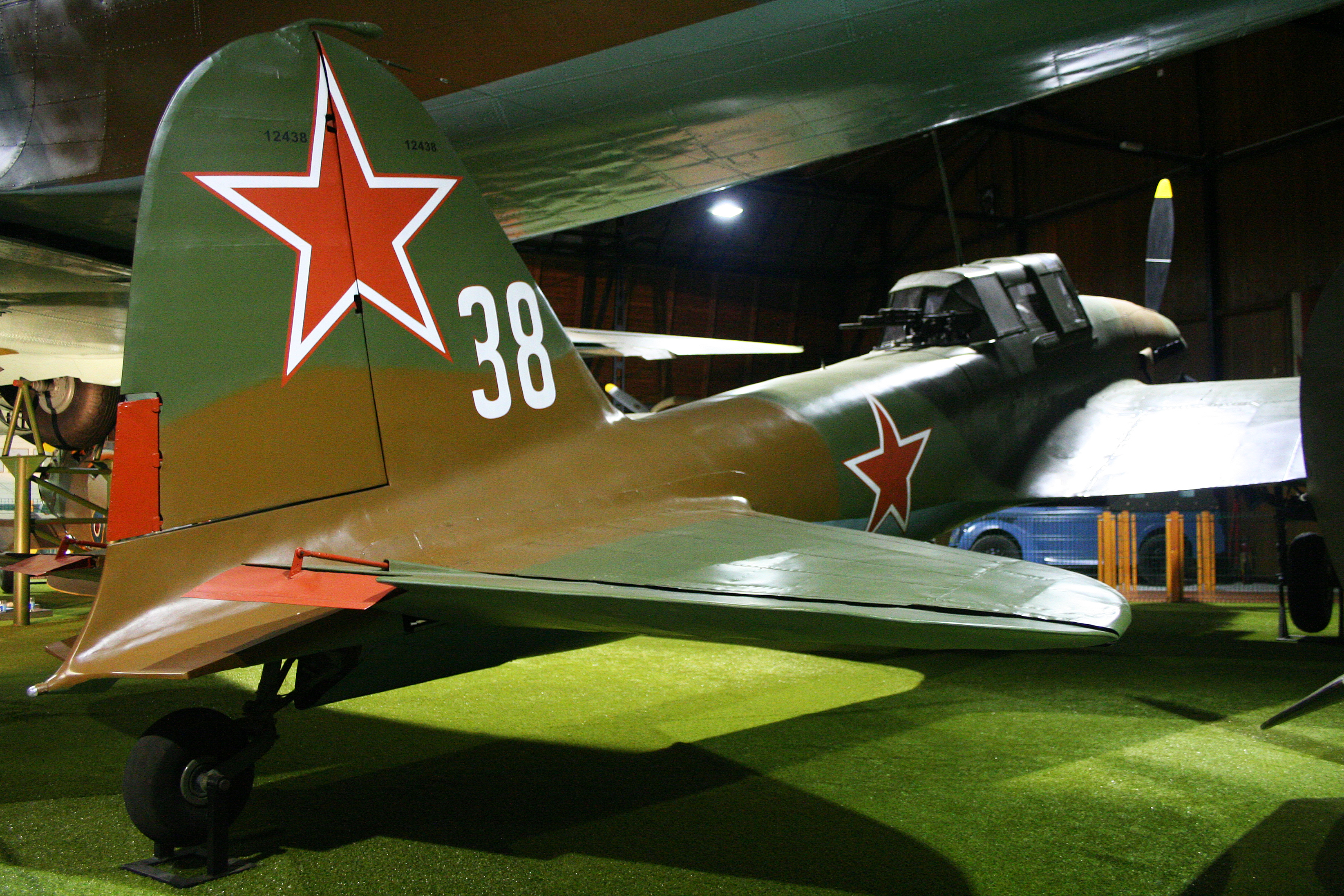
Il-2 v Leteckém muzeu Kbely

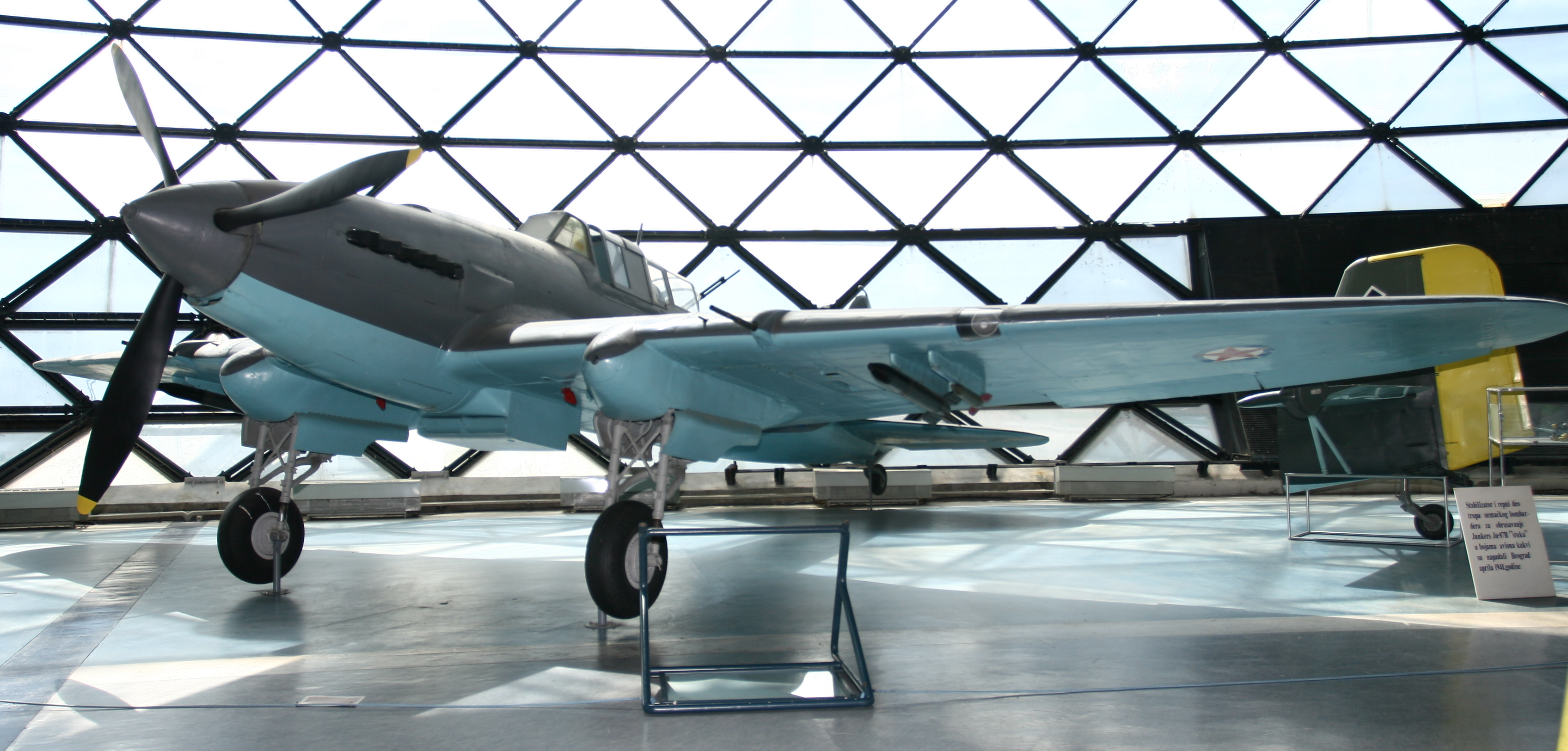
Il-2 v bělehradském Muzeu letectví

  - Letectvo Čínské lidové osvobozenecké armády
- Jugoslávie
  - Letectvo Socialistické federativní republiky Jugoslávie
- Severní Korea
  - Letectvo Korejské lidové armády
- Mongolsko
  - Mongolské letectvo
- Polsko
  - Polské letectvo
- Sovětský svaz
  - Sovětské letectvo
  - Sovětské námořní letectvo

## Specifikace
Iljušin Il-2m3 byl dvojmístný jednomotorový samonosný dolnoplošník. Kovová kostra křídel byla potažená duralem, dřevěná kostra ocasních ploch překližkou. Pozdější verze měly ocasní plochy také duralové. Trup v přední části tvořila pancéřová a v zadní překližková skořepina. Stroj měl zatahovací podvozek, hlavní nohy podvozku se sklápěly dozadu, zadní ostruhové kolečko bylo pevné.

### Technické údaje
- Posádka: 1. prototyp (CKB-55) – 1 pilot, 1 střelec, typ Il-2 (1941–1942) – 1 pilot, typ Il-2m3 (od konce roku 1942) – 1 pilot, 1 střelec
- Délka: 11,60 m
- Rozpětí: 14,60 m
- Výška: 4,20 m (v některých pramenech je uváděno 3,40 m)
- Plocha křídel: 38,5 m²
- Plošné zatížení: 160 kg/m²
- Prázdná hmotnost: 3990 kg až 4260 kg
- Vzletová hmotnost : 5310 kg až 5790 kg
- Pohonná jednotka: řadový kapalinou chlazený dvanáctiválec Mikulin AM-38 pohánějící trojlistou stavitelnou vrtuli VIŠ-225
- Výkon pohonné jednotky: 1600 k (1176 kW) až 1750 k (1286 kW)

### Výkony
- Maximální rychlost: 390 až 426 km/h dle typu a výzbroje (Il-2m3 410 km/h ve výšce 1500 m)
- Dolet: 685 až 740 km
- Dostup: 5500 až 7800 m
- Stoupavost: 10,4 m /s min
- Poměr výkon/hmotnost: 0,21 kW/kg

### Výzbroj
Il-2 měly různé varianty výzbroje:
- 2 × 20mm kanón ŠVAK v křídlech s 250 náboji pro každý a 2× 7,62mm kulomet ŠKAS v křídlech se 750 náboji pro každý
- 2 × 23mm VJa-23 s 150 náboji pro každý v křídlech a 2× 7,62mm kulomet ŠKAS v křídlech se 750 náboji pro každý
- 2 × 37mm protitankový kanón Š-37 nebo NS-37 se 40 resp. 50 náboji pro každý a 2× 7,62mm kulomet ŠKAS v křídlech se 750 náboji pro každý
- 1 × pohyblivý 12,7mm kulomet UBT se 150 (nebo 300) náboji, ovládaný střelcem

Nesené bomby a rakety:
- 4 × 100kg puma v pumovnici
- 2 × 100kg nebo 250 kg puma na vnějších závěsnících pod křídly
- 8 × neřízené střely RS-82 nebo RS-132 pod křídly (v případě že nenesl jinou podvěšenou výzbroj)
- PTAB – kumulativní pumičky v zásobnících DAG-10
- torpédo